# Clima e bioma
O clima não é  definido pelas características e as fronteiras dos biomas marinhos  terrestres  A distribuição e estrutura básicas dos ecossistemas é resultado de um processo evolutivo de dezenas de milhares de anos governado principalmente pelas ações entre variáveis bióticas, climáticas e geológicas. Esta interação gera mecanismos de feedback entre os compartimentos (biosfera/atmosfera),  e ao longo da história o resultado destas interações reproduz o padrão natural de distribuição dos biomas e consequentemente da biodiversidade. Toda e qualquer alteração na estrutura dos biomas que não satisfaça esta trajetória evolutiva pode ser atribuída a processos de aclimatização que está relacionado às mudanças súbitas cíclicas ou não nas variáveis climáticas. Portanto as respostas dos biomas ao clima estão intimamente relacionadas com os mecanismos de feedback gerados pela biosfera. Na prática esses mecanismos correspondem aos diversos meios com os quais a vegetação se ajusta às mudanças. Um exemplo muito comum deste processo é observado na ciclagem da água em biomas cuja vegetação não esteja submetida a estresse hídrico.  
As respostas dos biomas ao clima são geradas em uma escala característica, que é a dimensão no tempo ou no espaço sobre a qual as variações geradas podem ser percebidas. Sendo assim, a escala pode ocorrer em centenas de anos ou em curto espaço de tempo, como podemos observar com mais clareza nos últimos trinta anos.
As mudanças climáticas em cursos sobre todos e o mais diversos os mais diversos biomas do planeta e suas conseqüências ainda são fonte de muitos estudos. Em geral as principais respostas geradas por estes biomas estão associadas ao aumento da temperatura e por alterações no padrão de outras variáveis climáticas como umidade. Em escala global o agravamento do efeito estufa e das alterações que o mesmo causa no clima, tem sido o agente determinante para os atuais ajustamentos dos biomas. Muito embora o efeito estufa seja um processo natural, seu agravamento vem se tornando prejudicial à estabilidade do clima global. O clima do planeta sempre passou por transformações, a história geológica da terra registrou ciclos de aquecimento e resfriamento bem pronunciados ao longo do tempo. Porém o que se observa atualmente é que desde a revolução industrial as mudanças nos biomas causadas pelas variações do clima ocorrem num ritmo mais rápido e estão sendo determinadas pelo aumento da temperatura, que cresce numa velocidade sem precedentes.
Respostas de biomas às mudanças climáticasAo longo dos últimos 100 anos o homem nas suas mais variadas atividades, contribui para um aumento médio na temperatura de aproximadamente 0,7 °C na temperatura global, (Figura 1). Em escala global o aumento já desencadeou o início de processos como branqueamento de corais e principalmente perda de gelo em grandes geleiras na Antártica Ocidental e também nos Alpes Suíços. Modelos climáticos de circulação geral acoplados atmosférica-oceano AOGCMs prevêem que o aumento de 1,0 °C ainda para este século implicará no desaparecimento das geleiras dos Andes tropicais. A projeção de aumento para 1,6 °C deverá acarretar o derretimento da geleira da Groenlândia. Em último caso, num cenário mais pessimista, o aumento de 4 °C determinará colapso da circulação termohalina.
Bioma AmazônicoUm dos cenários para o Bioma Amazônico projetado pelo Modelo do Instituto Hadley Centre, afirma que, de 1990 a 2090, a temperatura subirá em 10 °C e a precipitação cairá em até 4 mm por dia. Trata-se do mais radical dos cenários e sugere colapso total da floresta amazônica. Modelos menos catastróficos com cenários mais brandos, obtidos pela média entre seis modelos dentre os quais está o modelo do Hadley Centre, prevêem aumento de 3-4 °C e sugerem a possibilidade de savanização de parte da Amazônia, sobretudo porque o clima se tornaria mais sazonal, com menos água no solo para a floresta atravessar a estação seca. Um modelo de circulação geral atmosférica acoplado a outro de vegetação potencial desenvolvido pelo INPE prevê o surgimento de um novo estado de equilíbrio na relação bioma-clima, a substituição das florestas do bioma amazônico na parte leste por vegetação do tipo savana (Figura 2). A proporção em que esta transformação pode ocorrer, de acordo com o modelo, é de que 30% da floresta sejam convertidos em savana até a primeira metade deste século e 50% até 2100.
O principal fator que determina a cobertura vegetal de uma região como floresta ou savana, é a duração da estação seca. As atividades antrópicas como o desmatamento, fragmentação florestal, e a exploração madeireira por si só são suficientes para redução das chuvas na Amazônia e contribuem para agravar os efeitos danosos da estação seca prolongada. Porém, embora a maioria dos modelos de clima e emissão de carbono faça previsões de mudanças na estrutura do ecossistema amazônico, um estudo recente  assegura que a Amazônia é mais resistente à seca do que se pressupõem. A pesquisa sugere que a floresta intacta pode ser mais resiliente do que os modelos de ecossistema assumem, pelo menos em resposta a anomalias climáticas de curta duração. Foi demonstrado que a floresta reagiu positivamente ao aumento de calor e radiação solar durante a seca de 2005. O estresse hídrico sob o qual estava a vegetação, não foi suficiente para anular o rebrotamento da floresta, que aconteceu somente pelo estímulo da radiação solar. Com isso a pesquisa pode contribuir para elaborar modelos mais precisos de previsão climática, que até então consideram a vegetação do bioma amazônico altamente sensível aos eventos de seca.
No entanto se as previsões se concretizarem, durante o processo de aquecimento na Amazônia a floresta liberaria grande parte dos 70 bilhões de toneladas de carbono estocados na sua biomassa, gerando um pulso crescente de emissão de CO2, contribuindo para acelerar o efeito estufa. Desta forma, assim como já ocorre em outros biomas do planeta, o bioma amazônico passaria a ser fonte de gases do efeito estufa, e não mais retentor desses gases. As mudanças na característica natural da Amazônia potencializariam as alterações já em curso no clima regional e poderiam ter implicações globais. Paulatinamente os serviços ambientais gerados pelo bioma amazônico como manutenção do ciclo hidrológico na região, sequestro de carbono entre outros, poderão ser substituídos por capacidades distintas características da nova vegetação.
Bioma de TundraO bioma de Tundra se encontra em três grandes regiões geográficas ecológicas: Alpes, Antártica e Ártico.   As tundras que têm formação recente, cerca de 10 mil anos atrás, estão passando por grandes transformações determinadas pelo aquecimento global. Grandes extensões da paisagem (Figura 3) anteriormente congeladas, permafrost, estão se tornando áreas de vegetação alagadas em decorrência do derretimento da água do solo. Com o aumento da temperatura e maior disponibilidade de água a atividade microbiana é maximizada e a liberação de gás carbônico (CO2) e metano (CH4) aumentam ante a maior taxa de decomposição. A liberação destes gases para atmosfera agrava ainda mais o efeito estufa, pois repõe para atmosfera grandes quantidades de carbono estocado neste bioma ao longo do tempo. Há uma tendência, portanto na atual condição do bioma de tundra ser fonte e não mais sumidouro de carbono.